# Буркеня Данило Сергійович
Данило Сергійович Буркеня (рос. Дании́л Серге́евич Бурке́ня; нар. 20 липня 1978, Ашгабат, Туркменська РСР) — російський легкоатлет, що спеціалізується на потрійному стрибок та стрибках у довжину, бронзовий призер Олімпійських ігор 2004 року. Заслужений майстер спорту Росії.

## Біографія
Данило Буркеня народився 20 липня 1978 року в місті Ашгабат.
Свою кар'єру почав у стрибках у довжину. Взяв участь у Олімпійських іграх у Сіднеї, де у кваліфікації став 26-тим. Протягом наступних років вагомих результатів не досягав. Найкращим його результатом стало п'яте місце на чемпіонаті Європи 2002 року. На чемпіонатах світу проходити кваліфікацію йому не виходило. У сезоні почав тренуватися у Євгеніє Тер-Авенесова, виступаючи у потрійному стрибку. На Олімпійських іграх у Афінах здобув найвагоміше досягнення у своїй спортивній кар'єрі. Йому вдалося сенсаційно стати бронзовим призером у потрійному стрибку з результатом 17.48 м.
Протягом наступних чотирьох років не показував вагомих результатів. На чемпіонатах світу йому не вдавалося виходити у фінальну частину замагань, а на чемпіонаті Європи став шостим. Поїхав на свої треті Олімпійські ігри, що проходили у Пекіні. Там він виступив невдало (22-ге місце у кваліфікації), після чого завершив спортивну кар'єру.

## Кар'єра
| Рік               | Змагання                         | Місто                | Місце             | Дисципліна        | Примітки                 |
| Представник Росія | Представник Росія                | Представник Росія    | Представник Росія | Представник Росія | Представник Росія        |
| ----------------- | -------------------------------- | -------------------- | ----------------- | ----------------- | ------------------------ |
| 1999              | Чемпіонат Європи серед молоді    | Гетеборг, Швеція     | 7                 | стрибки у довжину | 7.81 м (вітер: +1.1 m/s) |
| 2000              | Олімпійські ігри                 | Сідней, Австралія    | 26 (кв.)          | стрибки у довжину | 7.79 м                   |
| 2001              | Чемпіонат світу                  | Едмонтон, Канада     | 19 (кв.)          | стрибки у довжину | 7.63 м                   |
| 2002              | Чемпіонат Європи                 | Мюнхен, Німеччина    | 5                 | стрибки у довжину | 7.90 м                   |
| 2003              | Чемпіонат світу                  | Париж, Франція       | 30 (кв.)          | стрибки у довжину | 7.52 м                   |
| 2004              | Чемпіонат світу в приміщенні     | Будапешт, Угорщина   | 7                 | потрійний стрибок | 16.62 м                  |
| 2004              | Олімпійські ігри                 | Афіни, Греція        | 3                 | потрійний стрибок | 17.48 м                  |
| 2004              | Всесвітній легкоатлетичний фінал | Монте-Карло, Монако  | 2                 | потрійний стрибок | 17.20 м                  |
| 2005              | Чемпіонат світу                  | Гельсінкі, Фінляндія | 20 (кв.)          | потрійний стрибок | 16.35 м                  |
| 2005              | Всесвітній легкоатлетичний фінал | Монте-Карло, Монако  | 4                 | потрійний стрибок | 17.10 м                  |
| 2006              | Чемпіонат Європи                 | Гетеборг, Швеція     | 6                 | потрійний стрибок | 16.98 м                  |
| 2007              | Чемпіонат світу                  | Осака, Японія        | 23 (кв.)          | потрійний стрибок | 16.47 м                  |
| 2008              | Чемпіонат світу в приміщенні     | Валенсія, Іспанія    | 8                 | потрійний стрибок | 16.84 м                  |
| 2008              | Олімпійські ігри                 | Пекін, Китай         | 22 (кв.)          | потрійний стрибок | 16.69 м                  |